# Eurotransplant
Eurotransplant (Eurotransplant International Foundation) – związek państw dzielących wspólną listę transplantacji narządów i poszukiwania narządów do transplantacji na terenie państw członkowskich Eurotransplantu, ściśle współpracujących ze sobą. Fundację Eurotransplant założył prof. Jon J. van Rood w 1967 roku w Lejdzie w Holandii. Państwami członkowskimi Eurotransplantu są Kraje Beneluksu, Niemcy, Austria, Słowenia, Węgry i Chorwacja. 
Eurotransplant pomaga koordynować prace w centrach transplantacyjnych krajów członkowskich, pomaga również koordynować prace w laboratoriach klasyfikacji tkanek i szpitalach, mając na celu efektywne rozprowadzanie pozyskanych narządów i tkanek.
Grupa promuje również badania dotyczące transplantacji oraz dąży do zwiększenia świadomości społecznej na temat korzyści z darowania narządów do transplantacji.
Od 1967 do 2007 roku Eurotransplant przez wspólne, członkowskie pośrednictwo pomógł pozyskać narządy do przeszczepu dla 122 000 ludzi. W ciągu czterdziestoletniej działalności, Eurotransplant, na obszarze państw członkowskich pośredniczył w pozyskaniu narządów do transplantacji w liczbach ponad 14 000 serc, 4000 płuc, 79 000 nerek, 21 000 wątrób i 4200 trzustek.
Inne porównywalne instytucje to Scandiatransplant w Islandii, Norwegii, Finlandii, Danii i Szwecji, jak również Balttransplant w Estonii, na Łotwie i Litwie.